# Jenico Preston (14e vicomte Gormanston)
Jenico William Joseph Preston (1er juin 1837 - 29 octobre 1907), est un aristocrate anglo-irlandais et un administrateur colonial.

## Biographie
Né au château de Gormanston, comté de Meath, il est le fils et héritier d'Edward Preston, 13e vicomte Gormanston et de sa femme Lucretia, fille de William Charles Jerningham .
Il rejoint le 60th King's Royal Rifle Corps en 1855 et sert comme lieutenant pendant la rébellion indienne de 1857, avant de se retirer de l'armée britannique en 1860.
Jenico Preston occupe ensuite les postes honorifiques de haut shérif du comté de Dublin (1865), comté de Meath (1871) avant d'être nommé chambellan du Lord lieutenant d'Irlande, le marquis d'Abercorn, entre 1866 et 1868. Il succède à son père comme vicomte en 1876, et entre à la Chambre des lords sous le titre subsidiaire de baron Gormanston, créé pour son père dans la pairie du Royaume-Uni en 1868.
En 1885, Gormanston est nommé gouverneur des îles sous le vent, poste qu'il occupe jusqu'en 1887, puis est gouverneur de la Guyane britannique de 1887 à 1893 et gouverneur de Tasmanie de 1893 à 1900.
Lord Gormanston épouse d'abord l'hon. Ismay Louisa Ursula Bellew, fille de Patrick Bellew (1er baron Bellew) (en), en 1861; ils n'ont pas d'enfants. Après la mort de sa première femme en 1875, il épouse en secondes noces Georgina Jane Connellan, fille du major Peter Connellan, en 1878; ils ont trois fils et une fille. Lord Gormanston meurt à Dublin en octobre 1907, âgé de 70 ans, et son fils aîné Jenico Edward Joseph Preston, 15e vicomte Gormanston, lui succède.